# Pablo Heredia
Pablo Heredia (Buenos Aires, 4 luglio 1979) è un attore argentino.

## Biografia
Prima di prendere parte al Grande Fratello argentino lavorò molto in teatro e televisione. Ha studiato danze brasiliane come la Capoeira e l'Axé. Nel 2010 lavorò per la rivista Emperio. Nonostante sia argentino attualmente vive e lavora in Perù. 
Per la telenovela Ven, baila, quinceañera ha scritto e cantato alcune canzoni tra cui: Fuego contra el viento, Por amor a tu amor, Ese beso con tu nombre (entrambe duettando con Flavia Laos) e Manos vacias.
Possiede anche un canale YouTube su cui carica, oltre alle sue canzoni, anche cover realizzate da lui.

### Vita privata
Dal 2016 al 2018 ha avuto una relazione con l'attrice Alessandra Fuller.

## Filmografia

### Cinema
- Los elegidos, regia di Rodolfo Mórtola (2014)

### Televisione
- Verano del '98 – serial TV, 3 episodi (1998)
- Gran Hermano – reality TV (2001)
- Gran Hermano: el debate – reality TV (2001)
- Rebelde Way – serie TV, 71 episodi (2002-2003)
- Flor - Speciale come te (Floricienta) – serial TV, 153 episodi (2004-2005)
- El patrón de la vereda – serial TV, 49 episodi (2005)
- El refugio – serial TV, 11 episodi (2006)
- Ven, baila, quinceañera – serial TV, 176 episodi (2015-2018)
- Sueña quinceañera – programma TV conduttore (2016)
- El regreso de Lucas – serie TV (2016-2017)
- Te volveré a encontrar – serial TV (2017-2018)
- Ojitos hechiceros – serial TV (2018-2019)
- El artista del año – programma TV (2019)

## Teatro
- Noctámbulo (2010)

## Doppiatori italiani
Nelle versioni in italiano delle opere in cui ha recitato, Pablo Heredia è stato doppiato da:
- Sergio Luzi in Flor - Speciale come te[5]
- Gianluca Iacono e Luca Graziani in Redelde Way[6]
- Luca Graziani in El refugio[7]